# Pendón de San Fernando
El Pendón de San Fernando  es una de las banderas históricas de España, con la que Fernando III tomó la ciudad de Sevilla en 1248. Actualmente se conserva en la Catedral de dicha ciudad. 

## Historia
En virtud de la Concordia de Benavente firmada a la muerte de Alfonso IX en 1230, se unen en la persona de Fernando III de Castilla las coronas de Castilla y de León. Por entonces, el avance de sus tropas frente a los musulmanes había alcanzado la Alta Andalucía, siendo ya cristianas las plazas de Andújar, Martos y Baeza, y se disponía a penetrar con sus tropas a lo largo del Valle del Guadalquivir.
En esta histórica bandera se unen por primera vez los símbolos heráldicos de Castilla y de León: sobre un paño carmesí con tres castillos de oro, se sitúa un cuartel de plata con el león púrpura mirando a siniestra y no en la forma que posteriormente será la habitual (mirando a diestra). 
Esta disposición de los cuarteles, tres de Castilla y uno de León, se consideraba un paso previo al definitivo Pendón de Castilla y León, donde el campo queda cuartelado en cuatro espacios, figurando en el primero y el cuarto el castillo, y en el segundo y el tercero el león. Sin embargo, en el estudio realizado por el Instituto Andaluz de Patrimonio Histórico con motivo de su restauración, se asevera que ya en este pendón se representaban los cuatro cuarteles dos a dos, y que por añadidos y remiendos quedó configurado en su disposición actual.

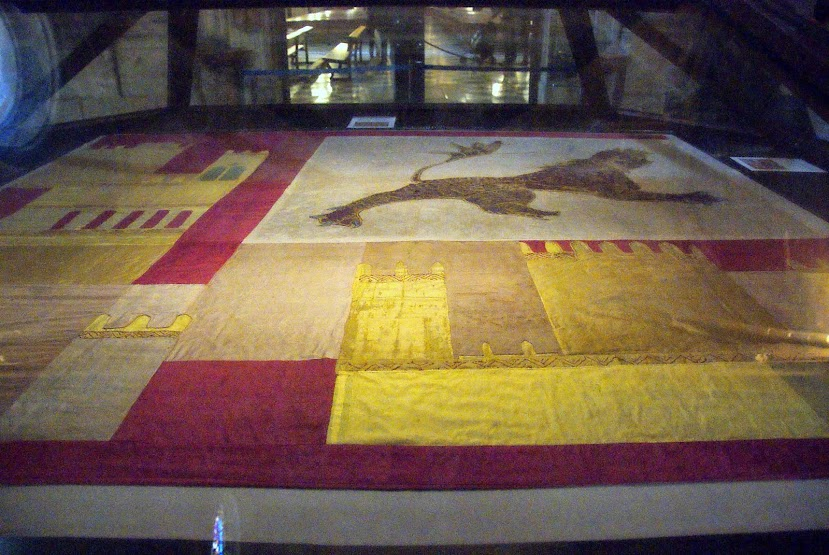
Pendón de San Fernando, expuesto en la catedral de Sevilla.

En cualquier caso estamos en el origen del escudo cuartelado, usado a partir de entonces para representar en un mismo blasón dos o más posesiones, y también en el origen del escudo de España, puesto que en los cuarteles inferiores se irán añadiendo posteriormente los otros reinos anexionados.
El histórico pendón fue usado en el largo asedio y posterior conquista de Sevilla, conservándose desde entonces en la catedral. Tras la canonización de San Fernando en 1671 adquiere condición de reliquia, junto con otras pertenencias del monarca que se conservan en dicha catedral, como su espada Lobera o las espuelas.
Por manda de Alfonso X el Sabio, la conquista de Sevilla se celebra cada 23 de noviembre con procesión y misa con sermón en la catedral, a la que asiste el Asistente o Alcalde de la Ciudad y el Concejo o Ayuntamiento. En dicha procesión son portados con máximo honor tanto el histórico pendón como la espada, junto con una reliquia de San Clemente debido a ser el santo titular del día en que tuvo lugar la toma de la ciudad.
También es tradición que sea portado por el Gobernador Militar de la plaza durante la procesión del Corpus Christi de Sevilla, precediendo a la efigie de San Fernando. 
Fuera de estas ocasiones particulares en la que es tradición usarla, este modelo de bandera carece de uso en la actualidad. Su evolución directa a los cuatro cuarteles es la actual bandera de Castilla y León.

## La pieza original
El Pendón de San Fernando original es el resultado de múltiples añadidos y remiendos, aunque el origen de los tejidos parece ser francés: se trata de un tafetán en fibra de seda con añadidos de recorte y bordados localizados en el león y en la parte inferior de las almenas y merlones de los castillos, en los que predomina la técnica de falsa cadeneta y cordoncillo.
El mal estado en que se encontraba obligó al Cabildo Catedral a ejecutar una réplica para ser portada en las dos procesiones anuales en lugar de la pieza histórica, lo que se viene haciendo desde los años noventa del siglo XX.
En 1999 se hace cargo de su restauración el Instituto Andaluz de Patrimonio Histórico. El estado de conservación de la obra, a su llegada a las instalaciones del taller de textiles del Centro de Intervención, era muy deficiente presentando alteraciones importantes que ponían en grave peligro su integridad física.
El gran número de intervenciones detectadas ocasionaban graves daños además de un cambio considerable en la forma original de la obra.
El tejido se encontraba en general muy frágil debido a la pérdida de la resistencia mecánica y falta de elasticidad de las fibras, las cuales en algunas zonas aparecían tan quebradizas que habían producido roturas considerables en el tejido.
Las deformaciones se producían fundamentalmente mediante la formación de marcados y peligrosos pliegues, provocados por unas inadecuadas condiciones de almacenamiento y las numerosas intervenciones realizadas con hilos muy fuertes y no apropiados para este tipo de tratamiento, los cuales habían originado desequilibrios y tensiones en los tejidos originales.
Las alteraciones restantes detectadas en la obra, tales como lagunas, roturas, desgarros, desgastes, fragilidad, manchas y suciedad, se acentuaban con un porcentaje más alto en el cuartel del león, concretamente en el fondo blanco.
Las operaciones de tratamiento han sido de carácter fundamentalmente conservativo, sin reposición de materiales ni cambios de los mismos, empleando procedimientos reversibles y materiales que garanticen su estabilidad dentro de la obra.
Tras la restauración ha quedado expuesto en una vitrina horizontal, con las condiciones de humedad, temperatura, aislamiento y seguridad necesarias para su conservación, junto a la capilla del Bautismo de la Catedral de Sevilla.

## Curiosidades
Un error frecuente es denominar "Pendón de San Fernando" al Pendón de la ciudad de Sevilla, en el que se representa la efigie de San Fernando sobre fondo carmesí y que fue bandera de Sevilla hasta la sustitución por la actual en 1995.
Como bandera histórica de España, cuenta con los máximos honores militares.
Mientras que en la procesión del Corpus Christi es portado por el Gobernador Militar, en la "Procesión de la Espada" que se celebra cada 23 de noviembre es llevado por el concejal más joven de la Corporación Municipal. En ambos casos, como se ha dicho, se usa en la actualidad una réplica.
Tras la canonización de San Fernando en 1671, el Cabildo Catedral reclamó para sí el derecho a portar tanto el pendón como la espada en la procesión del 23 de noviembre, al haber adquirido ambas piezas la categoría de reliquias sagradas. Se entabló un pleito con la autoridad civil que se resolvió a favor de ésta.
En el acto de entrega de la espada y el pendón por parte del deán al alcalde de la ciudad, previo a la procesión, este hace un juramento solemne de devolverlos al terminar la misa.
Sin embargo, durante los años de la II República el gobierno municipal renunciaba a asistir a la conmemoración, siendo eclesiásticos los que llevaron tanto la espada como el pendón durante esos años.